# 隠結
隠結（かくしむすび、いんけつ）
1. 結髪で、糸または紐などを外から見えないように結ぶこと[1]
2. 朝鮮時代の田税の賦課対象から不正・不法に欠落した土地。地主や地方官吏の不正手段で発生する脱税田。本項。

隠結（いんけつ）は、朝鮮時代の田税の賦課対象から不正・不法に欠落した土地。地主や地方官吏の不正手段で発生する脱税田。
壬辰倭乱以後、田税の制度が変わるにつれてさらに拡大した。当初は権勢層が土地を私占する手段で発生したものだったが、朝鮮時代後期になるほど地方官吏の不法・不正行為により発生することがその大部分となった。
英祖時の隠結数をみると、水田が6,897結、畑が1万5556結で、いずれも2万2453結になった。 19世紀に入ってからは、隠結が増え続け、国家財政が減少し、田税の制度自体が崩壊した。